# Åsa Håkonsdatter
Åsa Håkonsdatter (n. 852) fue una legendaria reina consorte de Noruega, hija de Håkon Grjotgardsson (c. 820-870), jarl de Lade y aliado de Harald I de Noruega. Åsa aparece principalmente como personaje de la Haralds saga ins hárfagra (la Saga de Harald Hárfagre), uno de los libros de Heimskringla. Según la saga, estuvo casada en primeras nupcias con un hersir llamado Ketill, con quien tuvo un hijo, Ketilbjörn Ketilsson; y en segundas nupcias casó con el rey Harald, con quien tuvo cuatro hijos:
- Guttorm Haraldsson.
- Halfdan Haraldsson el Blanco.
- Halfdan Haraldsson el Negro.
- Sigrød Haraldsson.